# Ceruloplasmina

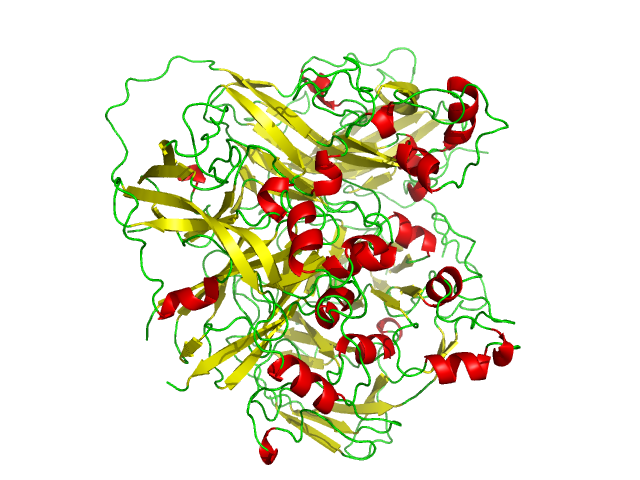

A ceruloplasmina, também conhecida por ferroxidase ou ferro(II):oxigénio oxidorredutase, é uma glicoproteína sintetizada no fígado e contém 6 átomos de cobre por molécula. O defeito no transporte intracelular do cobre acarreta diminuição na incorporação de cobre na ceruloplasmina. Acredita-se que a ausência de cobre ligado à ceruloplasmina deixe a molécula menos estável, sendo o motivo pelo qual o nível circulante desta glicoproteína nos pacientes com doença de Wilson está reduzido. 
Pacientes que fazem uso de fenitoína apresentam níveis plasmáticos de ceruloplasmina diminuídos, assim um aumento de cobre sérico livre é observado pela diminuição desta glicoproteína devido à sua função de se ligar ao cobre livre no sangue.